# 鬼怒川温泉
鬼怒川温泉（きぬがわおんせん）は、栃木県日光市鬼怒川地区（旧藤原町区域）の鬼怒川上流域にある温泉。
箱根や熱海と並んで「東京の奥座敷」と呼ばれ、年間200万人以上の宿泊客で賑わう。
鬼怒川温泉は地域団体商標に登録されている。

## 泉質
火傷に対する効能があるとされ、北側の川治温泉とともに「傷は川治、火傷は滝（現在の鬼怒川温泉）」と称された。総源泉数32、毎分3573リットルの湯量を誇る。
- アルカリ性単純泉
- 単純泉

## 温泉街
鬼怒川沿いに約40軒のホテル旅館の他、リゾートマンションや企業の保養所などが連なり、市営の公共浴場や足湯の他、民間の入浴施設も多数ある。鬼怒川温泉駅周辺には、コンビニエンスストア、みやげ物店、レストラン、売店、カフェ、料理店、そば店、中華料理店、足湯、旅館観光案内所、ツーリストセンター、レンタカー、全天候型プール&スパ、銀行、郵便局などが並ぶ。外国人の観光客も多い。

## 周辺の名所・施設

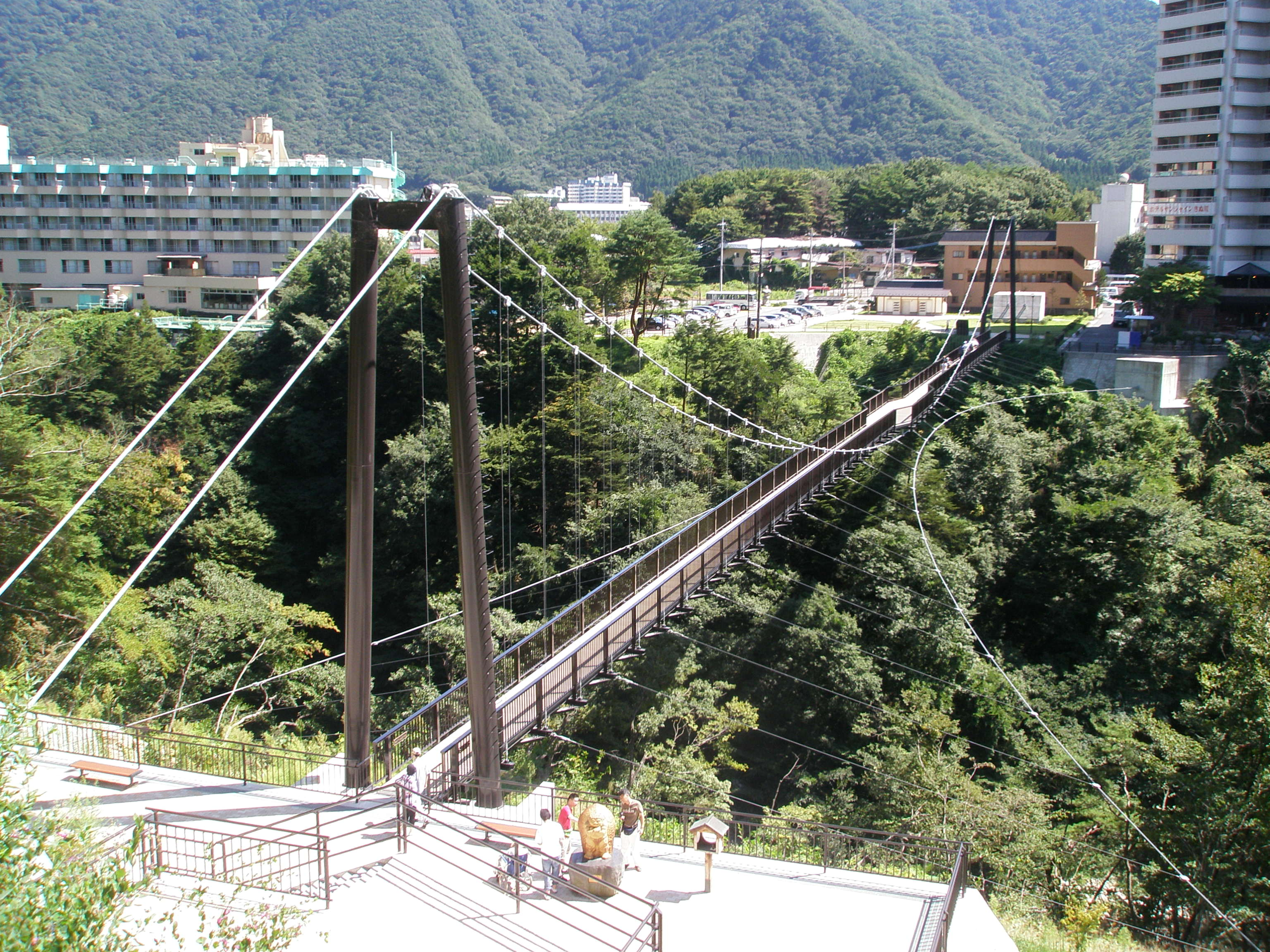
温泉街南部にかかる鬼怒楯岩大吊橋

- 鬼怒川温泉ロープウェイ
- ハンターマウンテン塩原
- 龍王峡
- 鬼怒楯岩大吊橋
- 鬼怒川ライン下り
- 東武ワールドスクウェア
- 日光江戸村
- ハンターマウンテンゆりパーク
- とりっくあーとぴあ日光
- 太郎次郎一門の日光さる軍団

## 歴史

### 由来
古くは滝温泉という名前で、1691年に沼尾重兵衛が鬼怒川右岸で源泉を発見されたとされる。1751年から日光奉行の支配となったことから、日光詣帰りの諸大名や僧侶達のみが利用可能な温泉であった。

### 発展期
明治時代になって滝温泉が一般に開放され、明治2年には東岸にも藤原温泉が発見された。その後、上流に水力発電所ができて鬼怒川の水位が下がるとともに、川底から新源泉が次々と発見され、1927年（昭和2年）に、滝温泉と藤原温泉を合わせて鬼怒川温泉と呼ぶようになり、その名称は今日までいたっている。この頃から旅館・ホテルが開業を始め、1929年の下野電気鉄道（現・東武鬼怒川線）の開通もきっかけとなり、次第に温泉として発展していった。
戦後は特急「きぬ」の運行などもあり、東京から観光客が押し寄せて日本有数の大型温泉地としての発展を見せた。鬼怒川の渓谷沿いに大型のリゾートホテル・旅館が連なるようになったのは高度経済成長期以降である。
1976年（昭和51年）4月3日、ホテル白河の別館から火災。旅館2棟が全焼するも、宿泊客が少ない午後2時という時間帯であり負傷者1人を出したのみ。

### バブル崩壊から東日本大震災まで
バブル景気の影響が残っていた1993年には同町内の川治温泉と併せて年間341万人、鬼怒川温泉単独でも300万人を超える宿泊客を記録していたが、バブル崩壊の影響激化後は、団体旅行（特に会社の慰安旅行）の減少、レジャーの多様化、円高に伴う海外旅行の一般化などの構造的要因もあって、全国的に温泉街が経営的に一層苦しくなっている中、鬼怒川温泉も例外ではなく、熱海温泉や別府温泉と並んで不振の代表格とされたことすらあった。同じ東京近郊立地の温泉地である箱根温泉や伊豆・熱海などと比べると、アクセスがやや不利で、集客にハンディがあったうえ、東北新幹線の拡充・延伸や航空運賃の低下に伴う東北・北海道など北日本各地の観光地・温泉地との地域間競合、円高やLCCの出現による観光客の海外流出（中京や関西といった遠方からだと日光・鬼怒川に行くよりもむしろ海外に行く方が安い場合が多い）も不振に繋がる要因であった。
内的なものとしては、会社などの団体客を主要顧客としていた時代の設備のままの経営や、宿泊客のニーズを無視した硬直的で割高な料金設定（各ホテル・民宿をほぼすべて同じ料金に設定していた時期もあった）を後々まで続けていたことで、リピーターとなる可能性のある一人旅客や若年層を長年逃し続ける原因ともなった。また、「国土施策創発調査」においては、鬼怒川温泉宿泊客アンケートで同温泉に感じる魅力の1位が「風光明媚」だったのに旅館やホテルの経営者にとっては同項目が4位にとどまる認識のずれがあり、さらには下記で述べる川沿いの大型ホテル林立やその一部の廃墟化がこれを損ねていると指摘された。一方、温泉地に求められる最も強い要素は「温泉街らしい風情」だが、その欠落については宿泊客も経営者も認識しており、旅館の大型ホテル化（による宿泊客の囲い込み）や休業・廃業がにぎわいの喪失に拍車をかけていることが報告書で記載された。また、特に若者が持つ食事の質の向上や多様化という志向に対応できない旅館ホテルの満足度低下もアンケート調査で示された。
多くの地場資本による宿泊施設のメインバンクである足利銀行は、融資拡大路線と相まってバブル期に宿泊施設の増築・改装といった設備投資に対して積極的に融資を行ってきたが、バブル崩壊後は越冬資金（売上が減少する冬季の運転資金）融資を引き受け、返済困難な既存借入を新規融資で肩代わりし借換えさせる（自転車操業）策により、殆どの宿泊施設は宿泊客が年々減少する平成不況下でも経営支援として延命されてきた。
しかし2003年11月に足利銀行は経営破綻し預金保険機構が一時国有化。融資基準が厳格化され、不良債権が認められた貸出先については新規融資が困難となり、あさやホテルのようにバブル期の設備投資による過剰な融資が集中した鬼怒川温泉界隈で資金繰りの悪化が懸念された。その後不良債権の多くは整理回収機構へ債権譲渡され、取立や資金繰りに屈した事業者が2005年前後に相次いで倒産した。また、あさやホテルや鬼怒川温泉ホテルをはじめとした5社（同じ日光国立公園内では他に3社）については産業再生機構に支援入りし、債権放棄を受け経営再建を果たすことになった。これらの施設は金融支援のうえ経営会社の株式（経営権）や不動産が企業再生ファンドに買い叩かれたことで財務基盤が身軽であり、設備のリニューアルや低価格を武器に集客を図っている。その一方、休館した一部のリゾートホテルは解体されず放置され、廃墟となっている。
2004年、国土交通省が行った「国土施策創発調査」の案件の一つとして、鬼怒川温泉が所在する藤原町（当時）が群馬県伊香保町（現在の渋川市、伊香保温泉）、山梨県石和町（現在の笛吹市、石和温泉）と共に取り上げられ、2005年（平成17年）3月付で調査報告書が作成された。
交通機関については、2006年よりJR東日本と東武鉄道による新宿駅と鬼怒川温泉間の直通特急「きぬがわ・スペーシアきぬがわ」が毎日運行され、多摩地区、23区西部、神奈川県、埼玉県中西部などから鬼怒川温泉へのアクセスが大幅に向上した。一方、福島県の会津鉄道を走る「AIZUマウントエクスプレス」が2005年に会津若松駅から鬼怒川温泉駅への乗り入れを開始し、2012年には東武日光駅まで直通区間が延伸された事で、課題だった日光地域からの市内回遊、および会津地方への広域連絡が強化された。
2006年3月に特急「きぬがわ」・「スペーシアきぬがわ」が新宿駅 - 鬼怒川温泉間で直通運転を開始した。従来の特急「きぬ」は浅草駅発着であったため、東京都西部や神奈川県、埼玉県中西部からの利用客にとってやや不便であったが、西東京・東京都区部やさいたま市からの集客に寄与することになった。なお、1995年に関東バスと東武バス日光が新宿駅〜日光・鬼怒川温泉間の高速路線バスを開設したが1998年3月に撤退している。また、2006年11月を以てウェスタン村が休園（事実上の閉園）した。一方、2006年3月には藤原町が周辺自治体と合併して新たな日光市が誕生し、同一市内となった世界遺産の「日光の社寺」を含む旧日光市地域との連携強化への体制が進められた。
2009年に世界金融危機の影響を受け、鬼怒川観光ホテルと鬼怒川ホテルニュー塩原を経営するホテルニュー塩原グループが自主再建を断念し、新旧分離を実施（2011年特別清算）した。
2011年3月11日に発生した東日本大震災と福島第一原子力発電所事故による放射能汚染の懸念から、鬼怒川温泉では日帰りを含め観光客が激減した。鬼怒川公園駅の近くにある日光市立鬼怒川小学校では2011年5月に栃木県教育委員会の測定で毎時0.55マイクロシーベルト（年間換算で2.4ミリシーベルト）を記録し、直接的な健康被害の発生は確認できないものの、相対的には高線量となる放射能汚染のホットスポットと認識された。震災後の自粛ブームと相まって観光客は姿を消し、同年4月には鬼怒川・川治両温泉の合計宿泊客は2万7482人となった。年間宿泊客でも、「国土施策創発調査」内で最後に記述された2003年で約240万人だった両温泉宿泊客は2011年に148万人まで減少した。原発事故を起こした東京電力の子会社が運営していたTEPCO鬼怒川ランドが閉園、それまで不良債権問題を免れ自主経営を続けてきた中小の民宿・旅館や店舗の廃業が相次ぎ、日光猿軍団も2013年12月末で解散となった（2014年10月に記念館として営業再開）。

### 訪日外国人客の増加からコロナ禍まで
各旅館ホテルは客室露天風呂の設置など、個人旅行客向けのリニューアルを積極的に行い、インバウンド（訪日外国人客）の積極的な受け入れを行なったり、個人旅行及び富裕層のニーズに対応している他、「星野リゾート界鬼怒川」など高級旅館の新築による開業等明るい兆しがあった。
鬼怒川温泉駅前など温泉街を中心に、日光ブランド認定品の地元食材等を使用した、様々な趣向のカフェなど飲食店や店舗などが増加した。
2015年（平成27年）9月9日、関東地方に記録的な集中豪雨。鬼怒川が氾濫して河畔に建つ鬼怒川プラザホテルの露天風呂などが崩壊。
2017年のダイヤ改正では、新型特急リバティなど、浅草駅発着の特急電車が大増発し、更に鬼怒川温泉と下今市駅間でSL運行開始、同時に東武ワールドスクウェア駅が新設され、利便性が大幅に向上した。また、2012年の東京スカイツリーの開業後は、東京スカイツリーをはじめとする浅草周辺の観光スポットと日光・鬼怒川地区を回遊する観光客も海外からのインバウンド客を中心に増えた。
また道路交通でも2017年に圏央道茨城区間、2018年に外環道千葉区間など首都圏内高速道路の開通により、成田空港及び茨城空港からのアクセスが大幅に向上した。
上記のほか、地元住民や企業、更に行政の努力により、観光客数及び宿泊客数が増加傾向であった。一棟で約2億円という廃業ホテルの解体に着手できず廃墟の街として話題になるなどの課題は残っていたものの、2018年には宿泊客が約180万人まで回復していた。
しかし、2020年初頭から日本でも本格化した新型コロナウイルス感染症の世界的流行により、全国の他の温泉地と同様に鬼怒川温泉も急激な集客減に直面した。まず海外からのインバウンド観光客の来客が消滅し、東京都などで外出自粛要請が出た3月下旬以降に観光客の減少は顕著となり、4月16日に栃木県を含む日本全国へ緊急事態宣言が発令されると、長期休業を決める宿泊施設も続出した。鬼怒川・川治温泉旅館組合に加盟する28宿泊施設の3月宿泊客は計6万787人で前年同月より46.4％減少、4月宿泊客は例年の10万人前後に対して計9190人となり、調査史上初の1万人割れ、前年同月と比べ90.9％減少となった。特に鬼怒川温泉の25施設では同91.5%減の8233人にとどまった。減少は5月にも続き、日光市の統計では藤原地域として2月に10万8424人、3月に8万9875人、4月でも1万5727人を記録していた宿泊客数は5月に6740人となって、同統計では前年比で95.3%減を記録した。6月以降はGo To キャンペーンなどの観光振興策が再開されて持ち直したものの、日光市の統計では2020年に104万0771人で前年比41.1%減、2021年にも85万2917人で同18.0%減と宿泊客の減少に歯止めがかからず、初めて100万人を割り込んだ。
2021年8月には「ホテルニューおおるり」が一時休館（2022年6月に再オープン）、宿泊客や宿泊施設の減少とこれに対する観光施策の展開がせめぎあっている。

## 交通
- 鉄道 - 東武鬼怒川線：東武ワールドスクウェア駅・鬼怒川温泉駅・鬼怒川公園駅
浅草駅（東武鉄道）方面の特急「スペーシアX」「きぬ」「リバティきぬ」「リバティ会津」、新宿駅（JR東日本）方面の特急「きぬがわ」が毎日運行される。
- 高速バス
  - 東北急行バス：東京駅 - 日光・鬼怒川線 鬼怒川温泉駅 ※運行休止中[27]
- 日光交通による「ダイヤルバス」が鬼怒川温泉駅と宿泊施設間を巡回形式で運行。
- 自動車 - 日光宇都宮道路 今市インターチェンジより国道121号経由で約30分。今市インターチェンジより16km。